# Rodrigo da Veiga Cabral
Rodrigo da Veiga Cabral (Belém, 28 de setembro de 1889 — Rio de Janeiro, 15 de janeiro de 1961) foi um político brasileiro. Exerceu o mandato de deputado federal constituinte pelo Pará em 1934.
Filho de Maria Cavalheiro da Veiga Cabral e Antônio da Veiga Cabral. Seu avô paterno, Rodrigo da Veiga Amaral, chefiou o Partido Liberal do Pará.
Cursou o Ensino Fundamental no Ginásio Paraense, a Faculdade de Medicina da Bahia até o terceiro ano letivo e formou-se na Faculdade de Medicina do Rio de Janeiro em 1913.
Ingressou na política em 1915 quando elegeu-se a deputado estadual do Pará. Apoiou o candidato para a presidência do estado José Carneiro da Gama Malcher, em oposição ao Antônio Emiliano de Sousa Castro, que ganhou as eleições.
Em 1921 integrou a Reação Republicana e apoiou a candidatura de Nilo Peçanha à presidência da República.
Foi preso e mandado para o Rio de Janeiro em 1924, devido ao seu envolvimento em uma conspiração de militares revolucionários contra o governo paraense de Sousa Castro. Respondeu por crime perante a Justiça Militar  e Civil.
Participou da Revolução de 1930 no Pará, chefiou o Serviço de Saúde da Marinha, foi um dos fundadores a Sociedade Médico-Cirúrgica de Belém e filiou-se ao Partido Liberal do Pará em 1931 e, consequentemente, foi eleito deputado à Assembléia Nacional Constituinte, apresentando uma emenda sobre a situação dos militares e outra sobre a organização do Poder legislativo.